# Rhacophorus arboreus
Rhacophorus arboreus är en groddjursart som först beskrevs av Okada och Kawano 1924.  Rhacophorus arboreus ingår i släktet Rhacophorus och familjen trädgrodor. IUCN kategoriserar arten globalt som livskraftig. Inga underarter finns listade i Catalogue of Life.

## Utbredning och habitat
Den är endemisk i Japan. Dess naturliga habitat är subtropiska och tropuska fuktiga låglänta skogar, marskland med färskvatten och bevattnad mark.

## Galleri

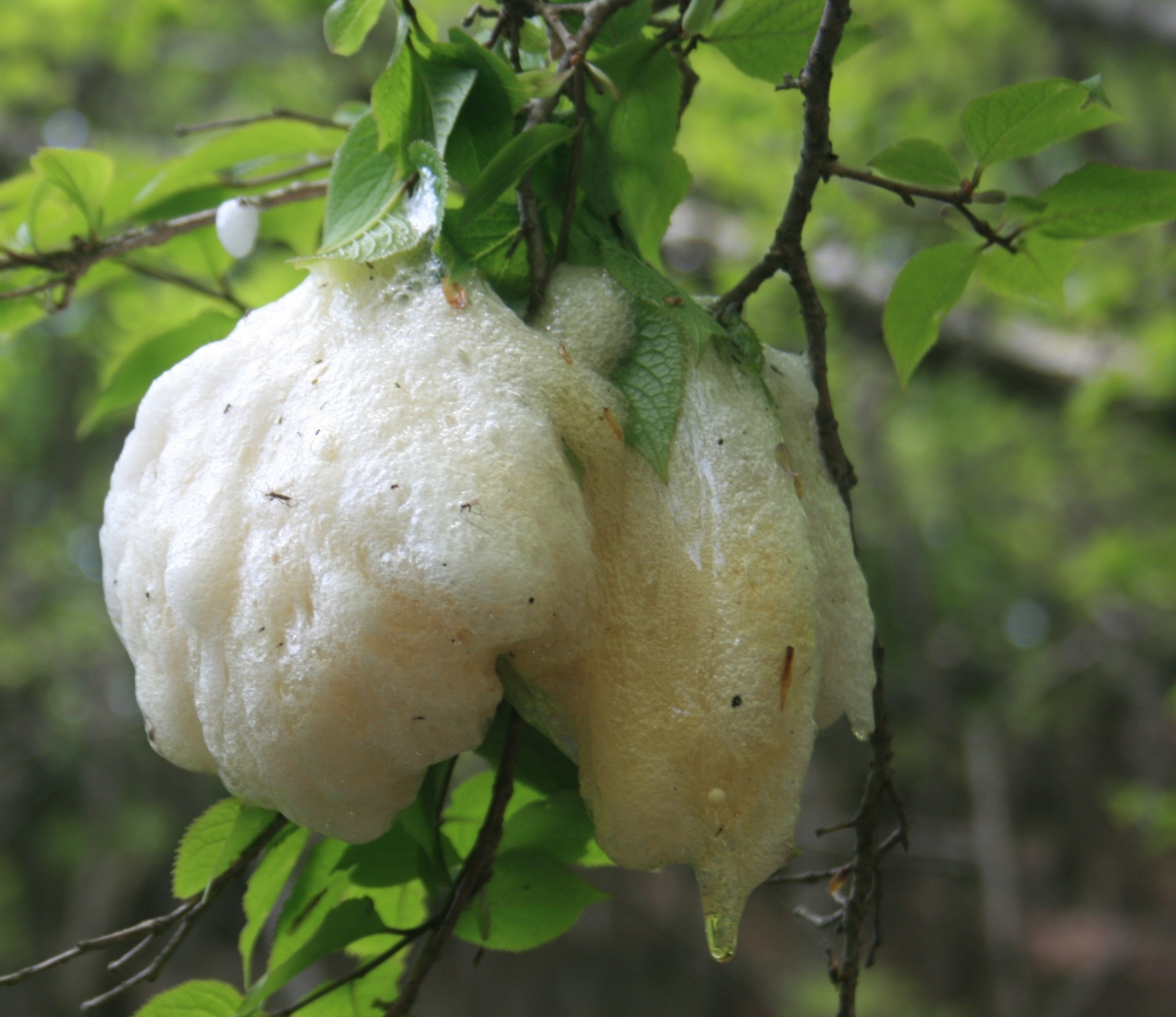
Ägg
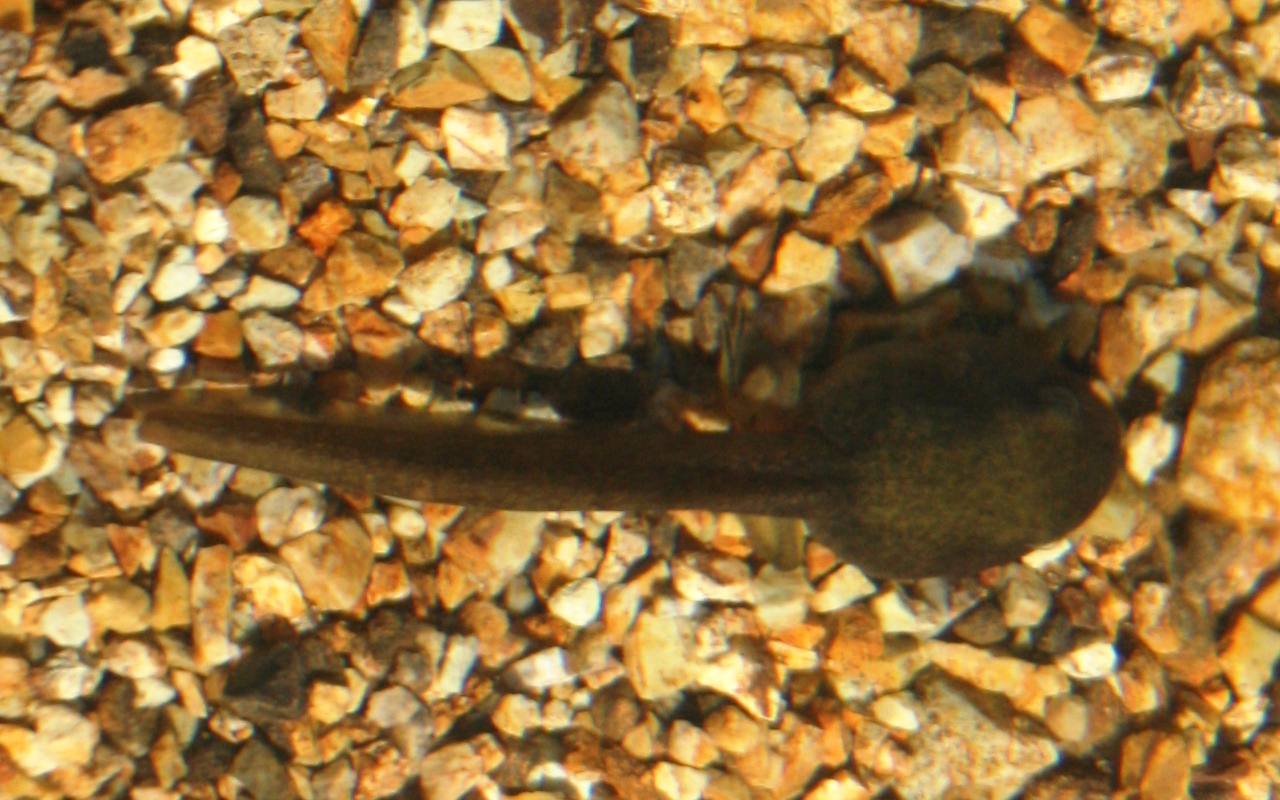
Grodyngel
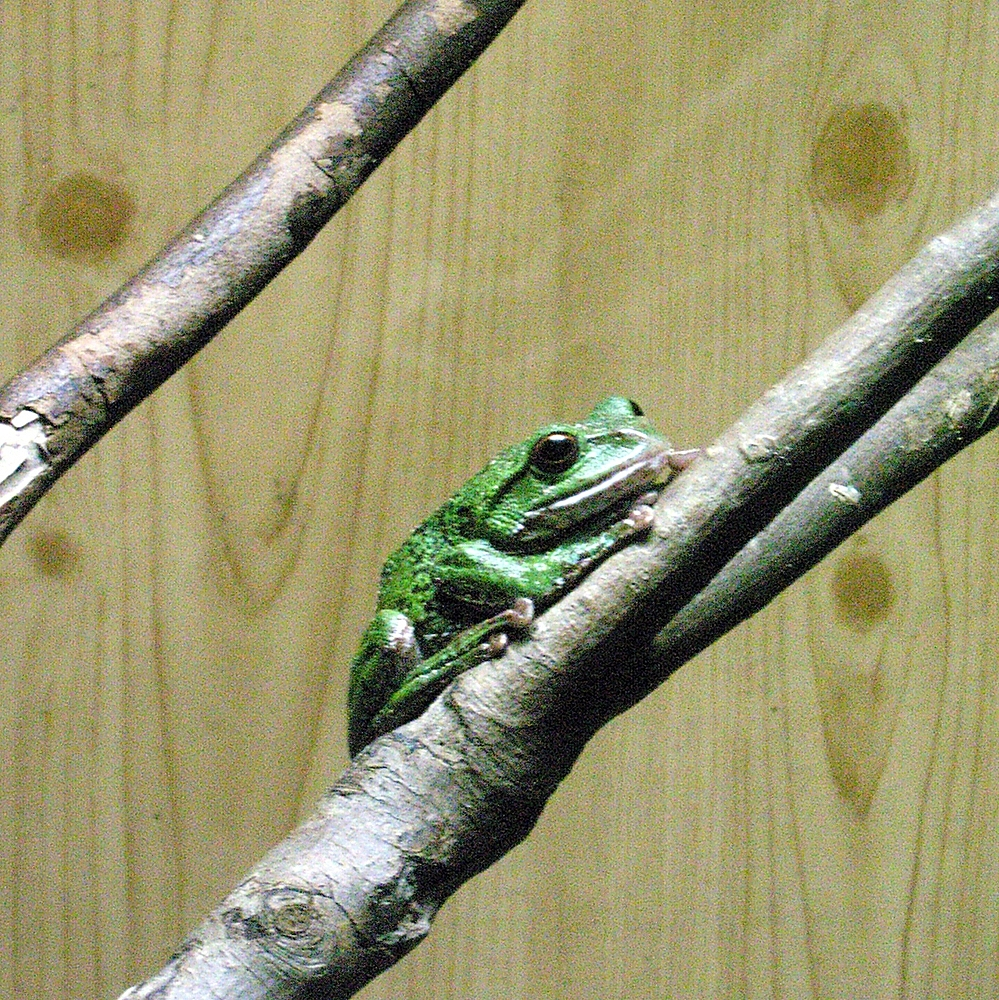